# 5월 10일
5월 10일은 그레고리력으로 130번째(윤년일 경우 131번째) 날에 해당한다.

## 사건
- 기원전 28년 - 중국 한나라의 천문학자들에 의해 태양의 흑점이 관측되었고, 이는 현재까지 중국에서 가장 오래된 흑점 관찰 기록이다.
- 1534년 - 프랑스, 자크 카르티에가 뉴펀들랜드섬을 방문하다.
- 1776년 - 프랑스, 루이 16세가 프랑스의 국왕으로 즉위하다.
- 1857년 - 대영제국, 인도에서 인도인 용병들을 중심으로 하여 영국에 대항하는 세포이 항쟁이 일어나다.
- 1941년 - 나치 독일의 루돌프 헤스가 독단으로 영국으로 건너가 평화를 제안하고 체포되었으며, 그는 이후 죽을 때까지 영국의 감옥에 갇히게 되다.
- 1948년 - 대한민국의 제헌 국회 구성을 위한 첫 총선거가 실시되다.
- 1966년 - 대한민국, 한국독립당 내란음모사건으로 구속된 김두한 등 재판에서 무죄 선고.
- 1993년 - 태국의 장난감 공장에서 발생한 대형 화재참사로 188명의 노동자가 사망하다.
- 1994년 - 남아프리카 공화국, 넬슨 만델라가 흑인으로서는 처음으로 남아프리카 공화국의 대통령에 당선되다
- 2017년 - 대한민국 제19대 대통령에 문재인 취임.
- 2018년 - 말레이시아의 제7대 총리로 마하티르 빈 모하맛이 취임.
- 2022년
  - 대한민국 제20대 대통령에 윤석열 취임.
  - 대통령 집무실 관저가 이전하였고 청와대가 공원화되어 민간에 개방되었다.

## 문화
- 1824년 - 영국, 런던에서 내셔널 갤러리가 개봉됐다.
- 1869년 - 미국, 북아메리카의 첫 대륙횡단철도가 놓이다.
- 1975년 - 일본, 소니 비디오카세트 레코더가 발매되었다.
- 2002년 - 대한민국, 대구 도시철도 1호선 마지막 구간 대곡역 구간이 개통되었다.
- 2013년 - 미국, 원 월드 트레이드 센터가 서반구에서 가장 높은 건물이 되다.
- 2016년 - 대한민국, KNN 러브FM 개국.
- 2022년
  - 유로비전 송 콘테스트 2022가 이탈리아 토리노에서 열렸다.
  - 대한민국, 한국프로농구 KBL 챔피언결정전 5차전에서 서울 SK 나이츠가 안양 KGC인삼공사를 86대 62로 꺾고 시리즈 전적 4승 1패로 2018년 이후 4년만에 통산 3번째 우승을 달성하였다.

## 탄생
- 210년 - 로마 제국의 황제 클라우디우스 고티쿠스. (~270년)
- 1265년 - 제92대 일본의 천황 후시미 천황. (~1317년)
- 1727년 - 프랑스의 정치인, 경제학자 안 로베르 자크 튀르고. (~1764년)
- 1788년 - 프랑스의 철학자 오귀스탱 프레넬. (~1827년)
- 1816년 - 영국의 리버풀에서 활동한 성공회 주교 존 찰스 라일. (~1900년)
- 1838년 - 미국의 배우, 암살자 존 윌크스 부스. (~1865년)
- 1871년 - 프랑스-프로이센 전쟁의 강화 조약 프랑크푸르트 조약. (~?)
- 1886년 - 스위스의 신학자 카를 바르트. (~1986년)
- 1899년 - 미국의 배우, 댄서, 무용가 프레드 아스테어. (~1987년)
- 1905년 - 일제강점기와 대한민국의 법조인 이홍규. (~2002년)
- 1912년 - 미국의 자선가, 도널드 트럼프의 어머니 메리 앤 매클라우드 트럼프. (~2000년)
- 1916년 - 미국의 작곡가 밀턴 배빗. (~2011년)
- 1923년
  - 소련의 정치인 헤이다르 알리예프. (~2003년)
  - 독일의 법학자 아르투어 카우프만. (~2001년)
- 1925년 - 일본의 각본가 하시다 스가코. (~2021년)
- 1927년 - 미국의 영화배우 데이비드 헤디슨. (~2019년)
- 1928년 - 에스토니아의 제3대 대통령 아르놀드 뤼텔. (~2024년)
- 1931년
  - 대한민국의 정치인 김우경. (~2022년)
  - 이탈리아의 영화 감독 에토레 스콜라. (~2016년)
- 1933년 - 대한민국의 금융인, 정치인 류돈우. (~2021년)
- 1934년 - 대한민국의 시인, 번역문학가 김관식. (~1970년)
- 1935년
  - 대한민국의 기초단체장, 영화배우, 정치인 이대엽. (~2015년)
  - 일본의 경영학자 노나카 이쿠지로. (~2025년)
- 1936년 - 대한민국의 정치인 강경식.
- 1942년
  - 대한민국의 국회의원 송광호.
  - 조선민주주의인민공화국의 외교관 지재룡.
- 1943년
  - 대한민국의 정치인 김행자. (~1982년)
  - 중화인민공화국의 정치인 류자오쉬안.
- 1945년 - 대한민국의 정치인 김노식. (~2023년)
- 1946년 - 대한민국의 피아니스트 백건우.
- 1950년 - 폴란드의 현 축구 감독 안제이 샤르마흐.
- 1952년 - 브라질의 전 축구 선수, 현 축구 감독 반데를레이 루셈부르구.
- 1955년 - 존 레넌의 암살자 마크 채프먼.
- 1956년 - 대한민국의 전 야구 선수, 현 야구 코치 김용달.
- 1957년 - 영국의 가수 시드 비셔스. (~1979년)
- 1958년 - 일본의 레슬링 선수 이리에 다카시.
- 1959년
  - 대한민국의 정치인 이재만.
  - 일본의 야구 선수 고마쓰 다쓰오.
- 1960년
  - 대한민국의 경제학자, 작가 공병호.
  - 대한민국의 배우 권기선.
  - 아일랜드의 보컬리스트 보노. (U2)
  - 미국의 정치인 딘 헬러.
- 1964년
  - 대한민국의 지방자치단체장 최재형.
  - 프랑스의 배우 에마뉘엘 드보스.
- 1965년
  - 대한민국의 정치인 서일준.
  - 일본의 성우 야나다 키요유키. (~2022년)
- 1967년 - 대한민국의 공인회계사, 정치인 박찬대.
- 1968년
  - 대한민국의 트로트 가수 동후.
  - 대한민국의 정치인 이규민.
  - 대한민국의 소방관 이성촌.
  - 미국의 야구 선수 윌리엄 리걸.
- 1969년 - 네덜란드의 전 축구 선수, 현 축구 코치 데니스 베르흐캄프.
- 1971년
  - 대한민국의 배우 김남주.
  - 대한민국의 배우 이승기.
  - 일본의 성우 야나세 나츠미.
  - 조선민주의인민공화국 김정일의 장남 김정남. (~2017년)
- 1972년 - 대한민국의 성우 은영선.
- 1974년
  - 프랑스의 축구 선수 실뱅 윌토르.
  - 대한민국의 배우 임형준.
  - 대한민국의 방송인 신정환.
- 1978년 - 일본의 야구 선수 야마이 다이스케.
- 1980년
  - 대한민국의 배우 이무생.
  - 러시아 출신 우즈베키스탄의 자전거 경기 선수 올가 자벨린스카야.
  - 대한민국의 배우 조달환.
- 1982년
  - 대한민국의 방송인 붐.
  - 대한민국의 희극인 겸 방송인 홍현희.
  - 대한민국의 배우 김학진.
  - 영국의 축구 선수 아데바요 아킨펜와.
- 1983년 - 대한민국의 피아니스트 박종현.
- 1984년
  - 대한민국의 희극인 이희경.
  - 대한민국의 배우 윤예준.
- 1985년
  - 대한민국의 전 야구 선수 이상훈.
  - 대한민국의 아나운서 박은주.
- 1987년 - 대한민국의 탁구 선수 서효원.
- 1988년
  - 잉글랜드의 축구 선수 애덤 럴라나.
  - 대한민국의 야구 선수 최영진.
- 1988년
  - 잉글랜드의 축구 선수 애덤 럴라나.
  - 대한민국의 야구 선수 최영진.
- 1989년
  - 대한민국의 가수 노을.
  - 모로코의 축구 선수 무니르 모하메디.
  - 대한민국의 아나운서 이승희.
- 1990년
  - 일본의 가수 카타야마 하루카.
  - 미국의 야구 선수 살바도르 페레스.
  - 스페인의 축구 선수 헤니페르 에르모소.
- 1991년
  - 대한민국의 배우, 모델, 유튜버 이민지.
  - 일본의 싱어송라이터 MACO.
  - 대한민국의 래퍼 겸 안무가 빅원.
- 1992년 - 대한민국의 축구 선수 윤주열.
- 1993년
  - 일본의 배우 시다 미라이.
  - 대한민국의 배우 김원희.
- 1994년
  - 일본의 아이돌 타키야마 아카네.
  - 대한민국의 전 가수 남태현. (사우스클럽)
  - 대한민국의 싱어송라이터 콜드.
- 1995년 - 대한민국의 가수 추화정.
- 1996년
  - 대한민국의 리그 오브 레전드 프로게이머 지수.
  - 대한민국의 야구 선수 박세웅.
  - 일본의 가수 무카이다 마나츠.
  - 아르헨티나의 축구 선수 루카스 마르티네스 콰르타.
  - 체코의 테니스 선수 카테리나 시니아코바.
- 1997년
  - 터키의 축구 선수 에네스 위날.
  - 브라질의 축구 선수 히샤를리송.
- 1998년
  - 일본의 가수 후지와라 아즈사 (STU48).
  - 대한민국의 배우 이재욱.
- 2000년
  - 대한민국의 가수 배진영 (워너원, CIX).
  - 대한민국의 바둑 기사 박진영.
  - 조선민주주의인민공화국의 레슬링 선수 최효경.
  - 중화인민공화국의 태권도 선수 궈칭.
- 2001년
  - 대한민국의 가수 김산하.
  - 대한민국의 야구 선수 박시후.
  - 대한민국의 전 야구 선수 정현수.
- 2002년
  - 일본의 가수 후나키 무스부. (컨트리걸즈), (안주루무)
  - 대한민국의 가수 하선호.
  - 대한민국의 가수 먼데이.
- 2004년
  - 대한민국의 축구 선수 차준영.
  - 모로코의 축구 선수 빌랄 엘 카누스.
- 2005년 - 대한민국의 사격 선수 오예진.
- 2006년 - 대한민국의 배우 송채빈.
- 2010년 - 대한민국의 가수 유란. (버비)
- 2020년 - 룩셈부르크의 대공세손 룩셈부르크 공지 샤를.

### 미상
- 대한민국의 가수 최명준.

## 사망
- 1422년 - 조선의 제3대 왕 태종. (1367년~)
- 1774년 - 프랑스의 국왕 루이 15세. (1710년~)
- 1807년 - 프랑스의 원수 로샹보 백작 장바티스트 도나티앵 드 비뫼르. (1725년~)
- 1863년 - 남북전쟁의 남군 장군 스톤월 잭슨. (1824년~)
- 1904년 - 영국의 탐험가, 언론인 헨리 모턴 스탠리. (1841년~)
- 1931년 - 대한민국의 독립운동가 김규식. (1882년~)
- 1962년 - 대한민국의 독립운동가 김창숙. (1879년~)
- 1962년 - 일본의 군인 하타 슌로쿠. (1879년~)
- 1994년 - 대한민국의 기업인 박흥식. (1903년~)
- 2010년 - 대한민국의 정치인 이진우. (1934년~)
- 2015년 - 조선민주주의인민공화국의 군인 겸 정치인 김격식. (1938년~)
- 2016년 - 대한민국의 군인이자 정치인 강영훈. (1922년~)
- 2018년 - 대한민국의 가수 금사향. (1929년~)
- 2021년 - 대한민국의 무용가 이애주. (1947년~)
- 2022년
  - 대한민국의 배우 이일웅. (1942년~)
  - 우크라이나의 제1대 대통령 레오니드 크라우추크. (1934년~)
- 2023년
  - 오스트레일리아의 싱어송라이터 롤프 해리스. (1930년~)
  - 대한민국의 배우 최정훈. (1940년~)
  - 캐나다의 과학철학자 이언 해킹. (1936년~)
- 2024년
  - 미국의 수학자 제임스 해리스 사이먼스. (1938년~)
  - 대한민국의 언론인 현제훈. (1970년~)
- 2025년 - 대한민국의 물리학자 안세희. (1928년~)

## 기념일
- 유권자의 날
- 바다식목일
- 부처님 오신 날 - 1992년, 2011년, 2076년, 2087년
- 남군 전몰 용사 추도일: 노스캐롤라이나& 사우스캐롤라이나, 미국
- 제헌절: 미크로네시아 연방
- 어머니날: 엘살바도르, 과테말라, 멕시코
- 꽃 축제(Flower Festival): 아제르바이잔

## 발매
- 2009년 - 마인크래프트

## 같이 보기
- 전날: 5월 9일 다음날: 5월 11일 - 전달: 4월 10일 다음달: 6월 10일
- 음력: 5월 10일
- 모두 보기